# Veringen (Adelsgeschlecht)

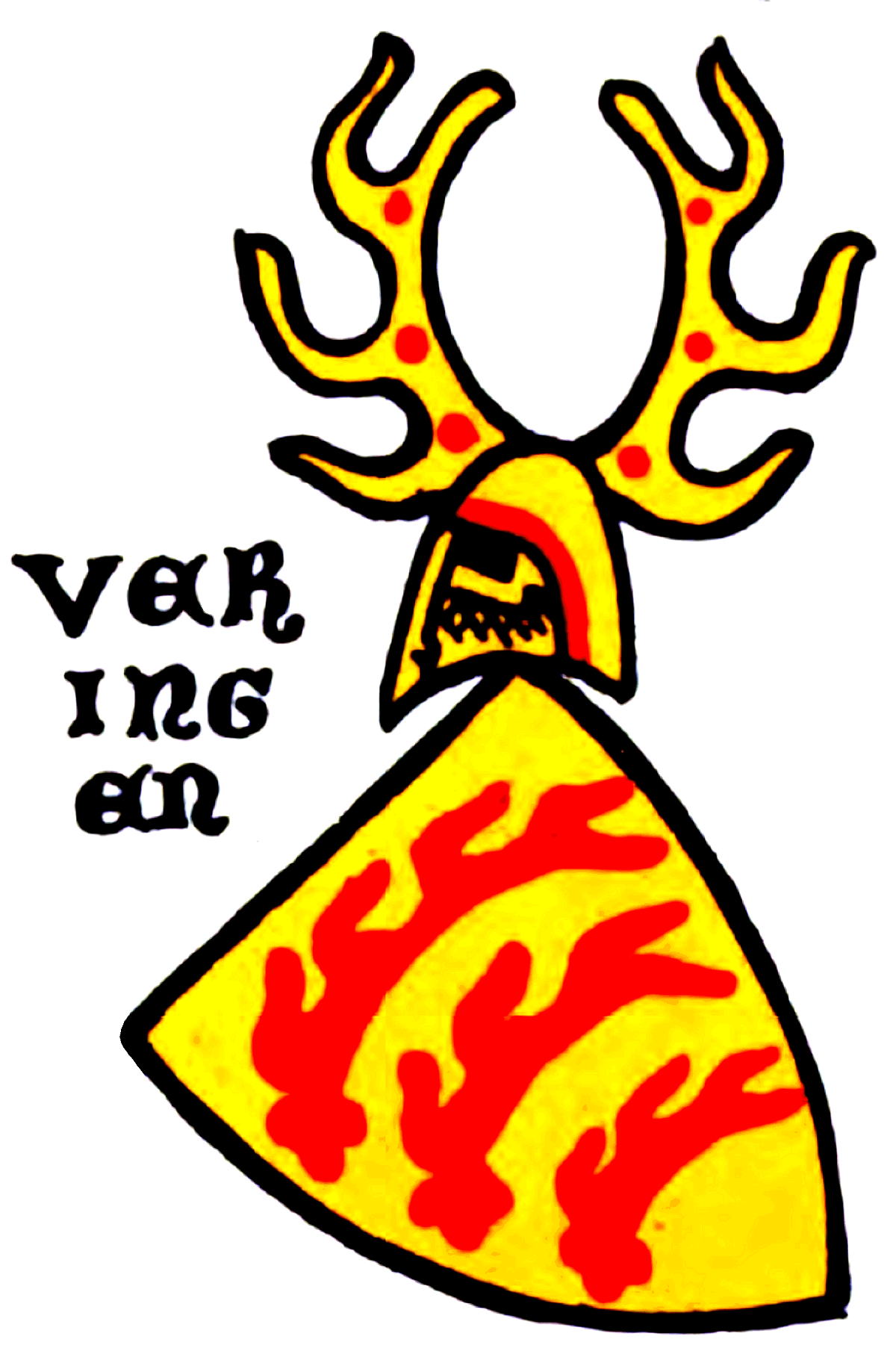
Wappen der Grafen von Veringen in der Zürcher Wappenrolle, um 1340

Die Grafen von Veringen waren eine der begütertsten und angesehensten Dynastenfamilien des 11. und 12. Jahrhunderts im süddeutschen Raum (Vgl. Liste der Besitzungen der Grafen von Veringen). Eigentliche Grafen von Veringen, das heißt solche, die hier wohnten und sich selbst diesen Namen beilegten, erscheinen urkundlich in den Jahren 1130 bis 1415. Dieser Name wurde jedoch von vielen Geschichtsschreibern und Schriftstellern auch auf die älteren Generationen dieser Familie zurückgetragen, die sich nur mit ihrem Vornamen oder nach ihrem damaligen Wohnsitz Altshausen benannten. Obwohl sich diese in ihrem Leben nie „von Veringen“ nannten (da dies eine spätere Erwerbung ist), gehören sie dennoch zu dem Dynastengeschlecht der „Grafen von Veringen“. Mit Graf Wolfrad / Wölflin stirbt 1415 der letzte aus dem Grafengeschlecht. Die Grafschaft Veringen ging nach mehrmaligem Wechsel 1534 als Reichslehen an den Hohenzollern Karl I.
Der Stammsitz der Grafen von Veringen lag in Veringenstadt auf der Schwäbischen Alb bei Sigmaringen. Hier umfließt die Lauchert in großem Bogen einen Felssporn, auf dessen breitem Rücken die Ruine der Burg Veringen steht.
Das Wappen der Grafen von Veringen mit den drei Hirschstangen erscheint heute noch in vielen Wappen wie zum Beispiel Württemberg, vielen Gemeindewappen, Porsche oder der VfB Stuttgart.

## Stammliste der Grafen von Veringen

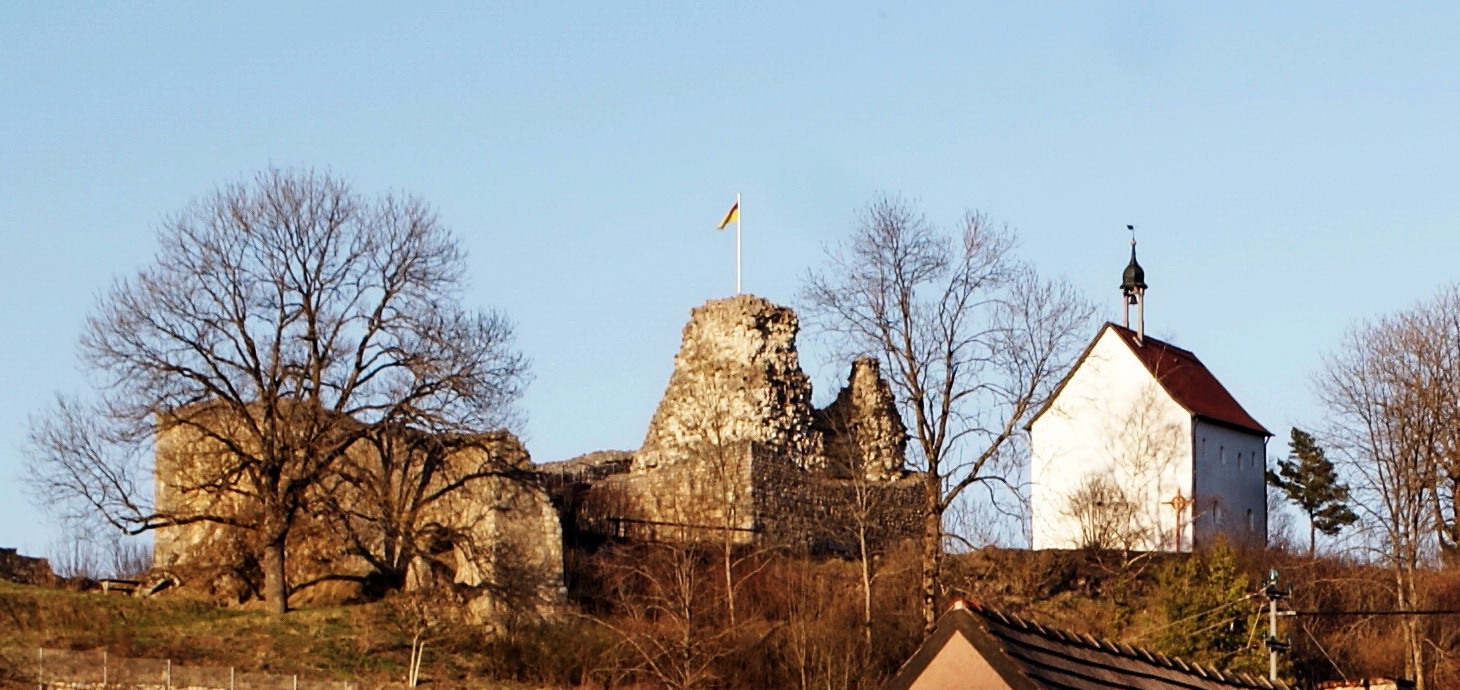
Burg Veringen, Stammsitz der Grafen von Veringen in Veringenstadt

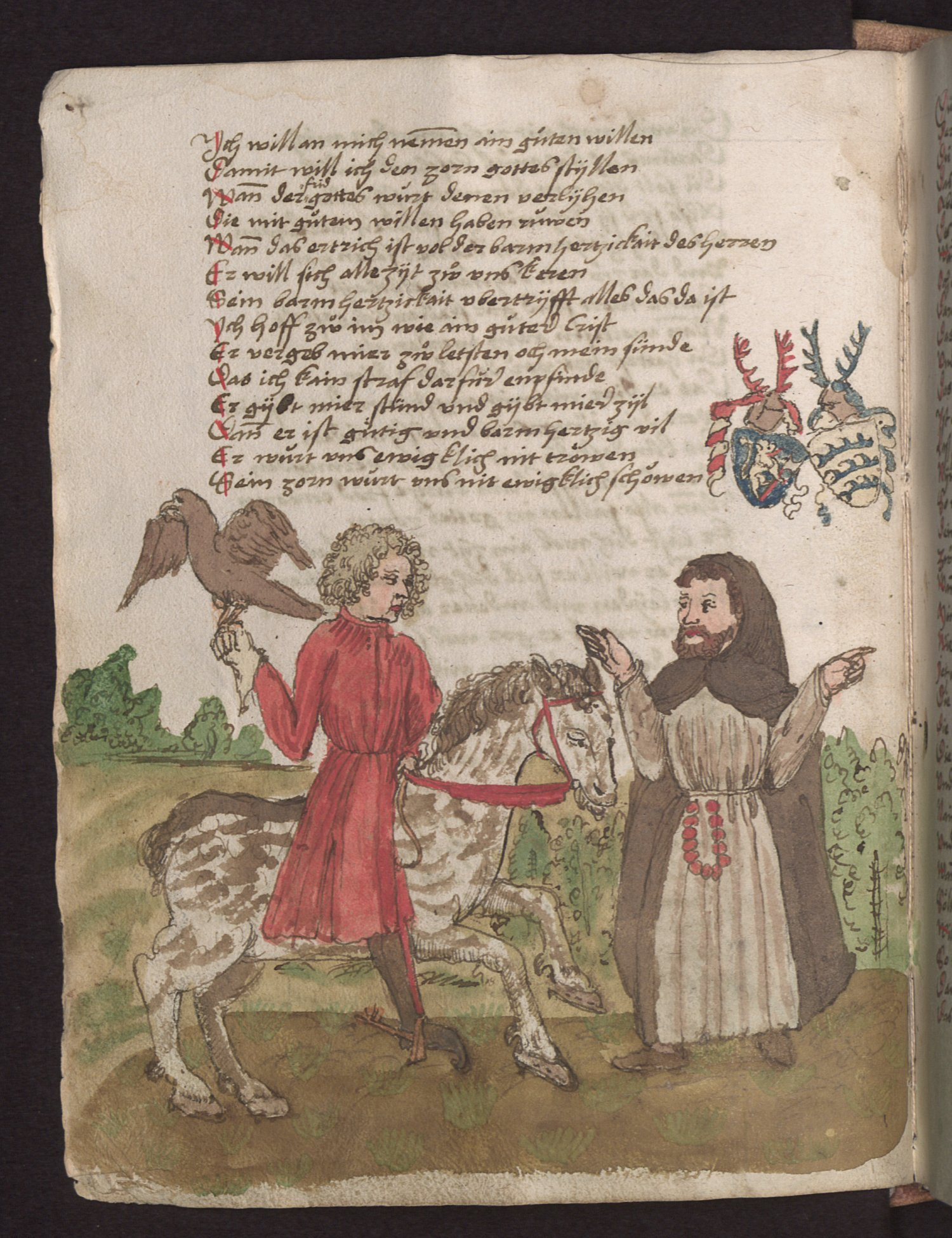
Seite mit dem Wappen der Grafen von Veringen aus dem Vergänglichkeitsbuch des Wilhelm Werner von Zimmern, Württembergische Landesbibliothek, Cod. Don. A III 54, fol. 4v, Spiegelbuch

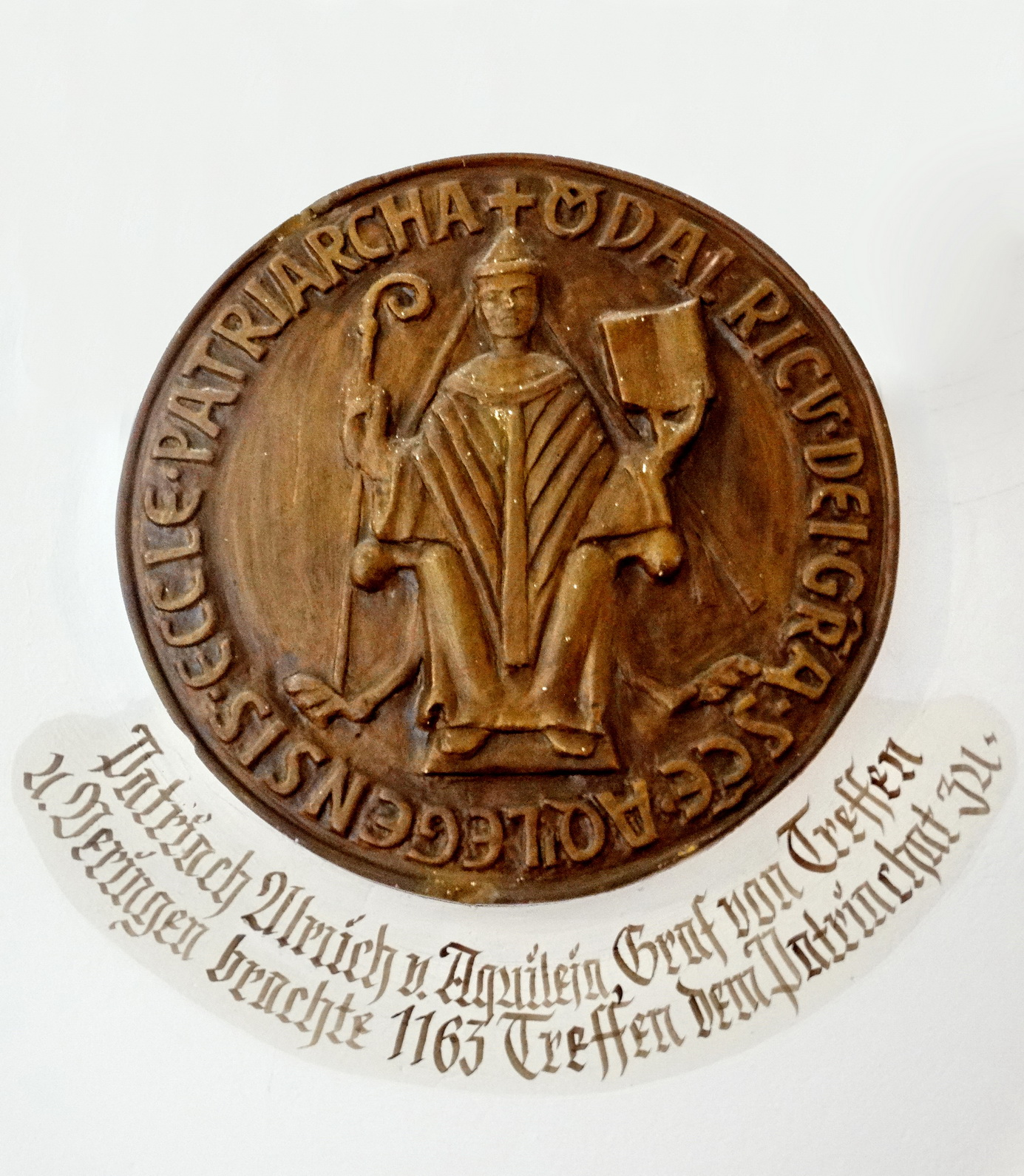
1163 Ulrich II von Treffen Siegel

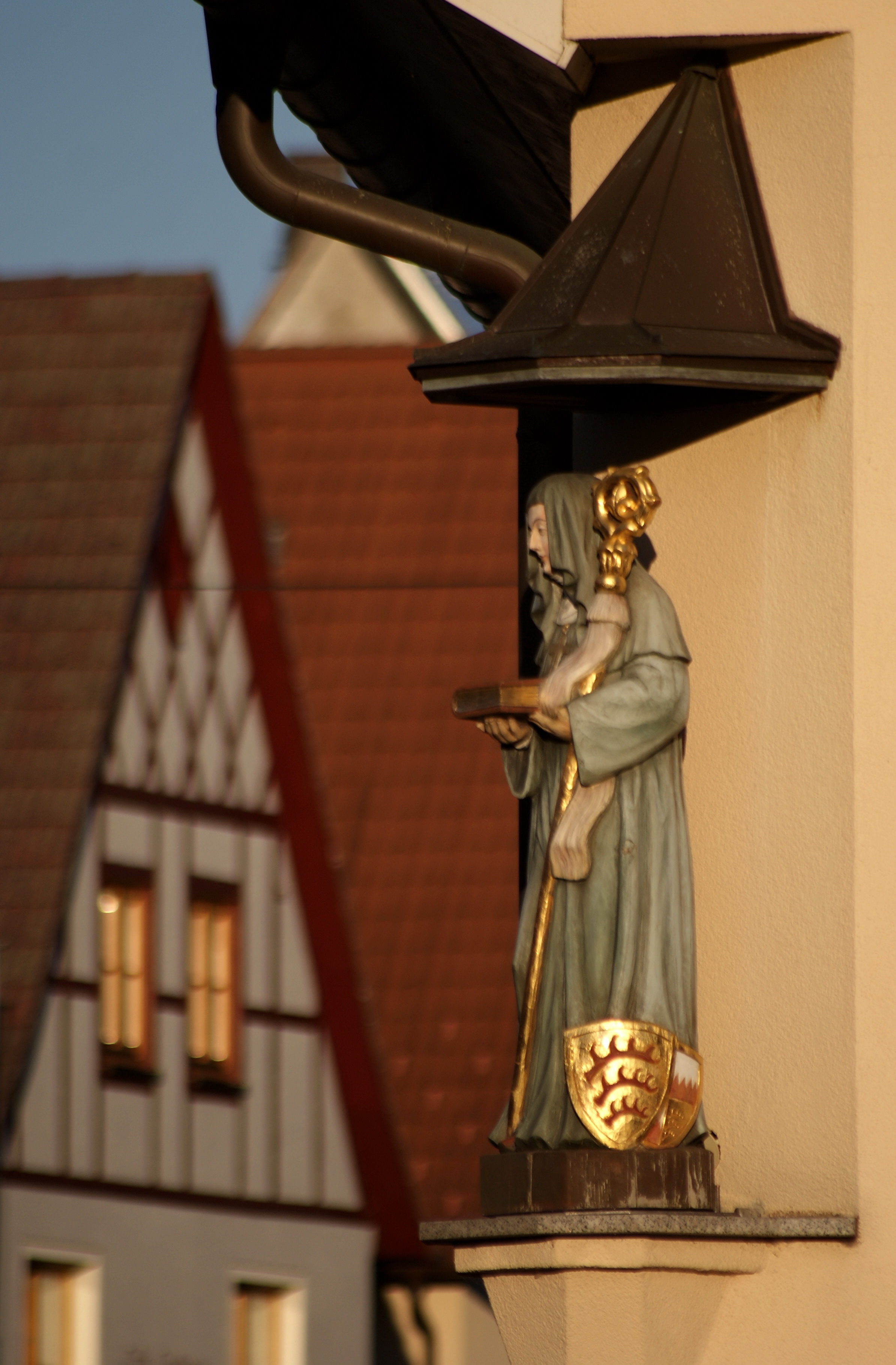
Gräfin Mechthilde von Veringen, Äbtissin im Zisterzienserkloster Heiligkreuztal, 1318 bis 1336 erwähnt; Figur am ehemaligen Spitalgebäude in Veringenstadt

Heiligkreuztal-Kreuzgang-Äbtissinnenpanorama mit Gräfin Mechthilde von Veringen (8. v. li.)

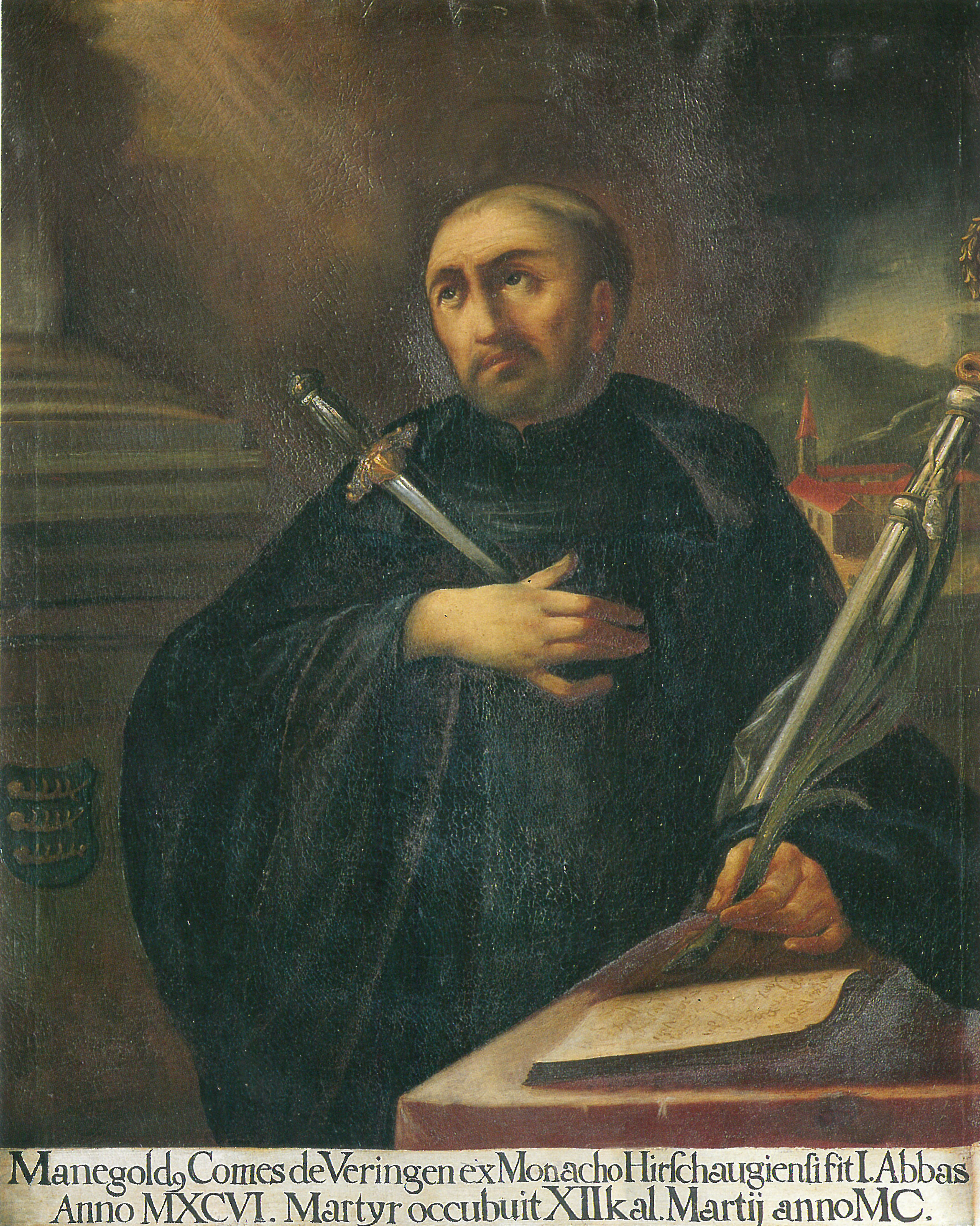
Isny Abt 01 Manegold von Veringen

1A: Wolfrad, * 972; † 4. März 1010; ⚭ Berta † 1032
2A: Wolfrad, * ?; erwähnt 1009; † 1065; ⚭ Hiltrud erwähnt 1009; † 9. Januar 1052 begraben in Altshausen (Eltern: Peregrin und Berta)
3A: Wolfrad, † 1065
3B: Hermann der Lahme, * 18. Juli 1013; † 24. September 1054, Mönch der Reichenau begraben in Altshausen
3C: Werner Mönch der Reichenau, * 1021; † 1053 in Jerusalem; Mönch der Reichenau
3D: Manegold von Altshausen, 1083–1102 Graf von Altshausen, 1100 Graf von Isny und Altshausen; in der Zwiefalter Überlieferung (Fälschung) zu 1092 Graf von Veringen; † 1104 / 1109, ⚭ Lietphild (Abstammung unklar), † 1096
4A: Walther von Altshausen, erwähnt 1096–1108 erschlagen in der Schlacht zu Edungesheim (Jdungsheim) in Rhätien (in der Zwiefalter Überlieferung (Fälschung) zu 1109 Graf von Veringen); † 1109 unverheiratet
4B: Wolfrad von Altshausen, 1086–1116 Graf von Altshausen 1100 Graf von Isny und Altshausen † 1130; wahrscheinlich identisch mit Wolfrad 1121- ca. 1130 Graf von Treffen; 1125/30 Graf von Altshausen; † um 1130 ⚭ mögliche Verwandtschaftsbeziehung zur ULRICH-Familie, Grafen von Bregenz, Buchhorn, (Schwarzach)
5A: Wolfrad von Treffen, auch Wolfrad von Abensberg; 1137–1181 Graf von Treffen; 1168 Vogt des Klosters Isny. ⚭ Hemma
6A: Ulrich II. von Treffen, 1161–1181 Patriarch von Aquileia, † 1182; auch unter den Namen Ulrich II. von Aquileia und von Abensberg
6B: Wilibirg, erwähnt 1178 † vor 1212 ⚭ mit Graf Heinrich von Lechsgmünd, *1168, † vor 1212, ohne Nachkommen
5B: Marquard I. von Veringen, erwähnt 1130 als Marquard von Althausen. 1134/37–1155 Graf von Veringen, vielleicht auch Graf von Schwarzach
6A: Manegold von Veringen, erwähnt 1150–1186, Manegold Graf von Veringen ⚭ eine Nellenburger Erbtochter
7A: Eberhard von Veringen, erwähnt 1169, † 1186 in Italien
7B: Wolfrad von Veringen, später von Nellenburg; erwähnt: 1169–1207
7C: Heinrich von Veringen, erwähnt 1186
7D: Mangold von Veringen, erwähnt 1216–1228; Stammvater der 3. Nellenburger Stammlinie ⚭ Elisabetha von Montfort ca. 1205–1269 Vater: Hugo I. Graf v.Montfort (c.1170–1230/37) ⚭ Mathilde v. Eschenbach-Schnabelburg? (?-v.1251)
8A: Eberhard von Nellenburg, erwähnt 1243–1253, † nach 1253
9A: Mangold II. von Nellenburg, erwähnt 1256–1294, † 1294; ⚭ Agnes von Eschenbach, erwähnt 1287–1319
10A: Margaretha von Nellenburg, ⚭ Freiherr Mangold von Brandis
11A: Eberhard von Brandis (Abt) des Klosters Reichenau
10B: Agnes von Nellenburg († 1325) ⚭ Friedrich II. von Zollern-Schalksburg († vor April 1318)
10C: Friedrich I. von Nellenburg, erwähnt 1303
10D: Eberhard II. senior von Nellenburg, erwähnt 1294–1353 († vor 1357)
11A: Mangold IV. von Nellenburg, erwähnt 1339–1366; Domherr zu Konstanz († 1367)
11B: Eberhard III. von Nellenburg junior, erwähnt 1339–1369 († 1371), ⚭ Irmengard von Teck, Eltern: Ludwig III, Herzog von Teck, ⚭ Margarethe von Truhendingen
12A: Wolfram von Nellenburg, Landgraf im Hegau und in Madach, ⚭ Agnes von Matsch
13A: Eberhard von Nellenburg
12B: Eberhard VII., Graf von Nellenburg Landgraf im Hegau und in Madach, 1.⚭ Anna von Tierstein, 2.⚭ Elisabeth von Montfort-Bregenz
12C: Friedrich II. von Nellenburg
12D: Konrad von Nellenburg
12E: Margareta von Nellenburg, ⚭ Johann III. von Tengen, gen. von Wartenfels
13A: Johann I. von Tengen, Graf von Eglisau und Nellenburg, ⚭ Gisela Anna Malterer
14A: Johann IV. von Nellenburg, 1.⚭ Bertha von Kirchberg, 2.⚭ N.
15A: aus 1. Ehe: Barbara von Tengen 1.⚭ Peter von Hagenbach, 2. ⚭ Ulrich, Graf von Oettingen-Flochberg, 3.⚭ Heinrich II. von Zweibrücken-Bitsch
15B: aus 1. Ehe: Jakob von Tengen
15C: aus 1. Ehe: Eberhard VIII., Graf von Tengen und Nellenburg, ⚭ Adelheid von Montfort
15D: aus 1. Ehe: Elisabeth von Tengen
15E: aus 1. Ehe: Johann von Tengen
15F: aus 2. Ehe: Hans von Tengen
14B: Heinrich I. von Tengen
14C: Konrad I. von Tengen
14D: Anna von Tengen, 1.⚭ Marquard VII. von Baldegg, 2.⚭ Konrad von Berwangen
14E: Margareta von Tengen, ⚭ Frischhans von Bodman
14F: Benedikta von Tengen
14G: Anastasia von Tengen
14H: Dorothea von Tengen, ⚭ Diebold I. von Hohengeroldseck
14I: Friedrich von Tengen
14J: Jakob von Tengen
13B: Elisabeth von Tengen
13C: Agnes von Tengen
13D: Margareta von Tengen
13E: Benedikta von Tengen
13F: Anna von Tengen und Nellenburg, ⚭ Heinrich V, Graf von Fürstenberg
13G: Eberhard von Tengen
12F: Wilhelm von Nellenburg, ⚭ Agnes von Kirchberg
12G: N von Nellenburg, ⚭ Egeno von Freiburg
12H: Ursula von Nellenburg, ⚭ Konrad II. Waldner
11C: Heinrich III. von Nellenburg, ⚭ Ursula von Hasenburg
12A: Elisabeth von Nellenburg, ⚭ Rudolf IV., Graf von Montfort-Feldkirch
11D: Wolfrad von Nellenburg
10E: Wolfram I. von Nellenburg, Deutschordensmeister erwähnt 1319–1362 († 1377)
10F: Mangold III. von Nellenburg, Johanniter, erwähnt 1318–1342  9B: Adelgunde von Nellenburg, ⚭ Baron Luitold von Regensberg  9B: Adelgunde von Nellenburg, ⚭ Baron Luitold von Regensberg  9B: Adelgunde von Nellenburg, ⚭ Baron Luitold von Regensberg
9B: Adelgunde von Nellenburg (Vater: 9A, sie ist keine Schwester von ihm) ⚭ Baron Luitold von Regensberg
9C: Elisabetha von Nellenburg *1285 (Vater: 9A, sie ist keine Schwester von ihm)  ⚭ Freiherr Diethelm von Steinegg, Edler * 1280, Sohn Baron Johannes von Steinegg † 1408 in Krintsch/Schlesien ⚭ 1334 Margreta von Truhendingen *1285 † 10. August 1348
8B: Elisabetha von Nellenburg, ⚭ Baron v. Hüttingen
7E: Theoderich von Veringen, erwähnt 1202
7F: Marquard von Veringen, erwähnt 1210
7G: Willibirg von Veringen, 1169 erwähnt; 1192 am Hof Kaiser Heinrichs VI. in Hagenau (Elsass) nachgewiesen., ⚭ Rudolf I. von Vaz (Vatz)
8A: Abstammung unklar: Wolfrad Senior von Veringen, erwähnt 1216–1267; † 1267, ⚭ Anna 1254, 1255
9A: Konrad von Veringen, erwähnt 1238–1270, Mönch in Salem, † ca. 1280
9B: Wolfrad Junior von Veringen, erwähnt 1252–1269, † ca. 1269
10A: Mangold von Veringen Can. Cur, erwähnt 1264–1302
10B: Wolfrad Can. Cur, erwähnt 1269–1301
10C: Heinrich von Neuveringen, erwähnt 1269–1307, Heinrich von Neuveringen und Hettingen, † ca. 1308; ⚭ mit Jdda 1284
11A: Wolfrad von Veringen, erwähnt 1297–1330; † 1330. ⚭ Mechthild von Hohenberg 1320, 1321. Klosterfrau zu Reuthe 1362
11B: Heinrich von Veringen, * um 1280, † 25. März 1366, Kirchherr; erwähnt 1311–1324, Graf von Veringen 1326–1363, zweimal verheiratet (wie nachstehend mit Sophia und Adelheid) 1. ⚭ Sophia Gräfin vom Kirchberg
12A: Tochter, * um 1324, ⚭ ein Rheingraf
12B: Tochter, erwähnt 1380
12C: Sophie von Veringen ⚭ Wilhelm I. von Rechberg 2. ⚭ Adelheid Gräfin von Zollern ⚭ um 1326, 1357–68, † vor 1382
12D: Friedrich Graf von Veringen (auch: Eitelfriderich, Fritz, Friderich), Kirchherr zu Veringen 1357–82, † 1385, ⚭ Adelheit Gräfin von Zollern
12E: Wölflin von Veringen (auch: Wolfrad, Graue Wolfli), 1357–1409; unverheiratet, † 1415 in Saulgau, als letzter dieser Linie
12F: N. ? ⚭ N. von Geroldseck
12G: Anna Gräfin von Veringen, * 1339, ⚭ Ambrosius Baron von Steinegg, * um 1342 in Krintsch; sein Vater: Baron Johannes von Steinegg, † 1408 in Krintsch; seine 1. ⚭ Margreta N., 2. ⚭ 1335 mit Margreta von Truhendingen, was auch ihre 2. ⚭ war, † 10. August 1348, ihre 1. ⚭ war mit Ludwig III., Herzog von Teck, † 28. Januar 1334; ihr Vater: Friedrich Graf von Truhendingen, * 1253, † 15. März 1290; ihre Mutter: Agnes von Württemberg, * 1255, † um 1305
11C: Katharina von Veringen, erwähnt 1311–1352; ⚭ Graf Hugo von Reichenberg
11D: Anna von Veringen, Äbtissin im Kloster Wald, erwähnt 1311–1339
11E Mechthild von Veringen, erwähnt 1318–1336, Äbtissin zu Kreuztal
10D: ? Hedwig von Veringen ⚭ Graf von Grüningen
10E: ? Bertha von Veringen ⚭ H. Anselm von Justingen
9C: Heinrich von Altveringen, erwähnt: 1267–1282, † nach 1282. ⚭ Verena von Klingen 1270–1310, † 1314
10A: Anna von Veringen ⚭ den Grafen Hugo von Montfort († 1310)
10B: Sophie ⚭ Konrad von Lichtenberg
10C: N ⚭ N. von Bucheck
6B: Heinrich von Veringen erwähnt: Graf von Veringen 1150, † 1190.
6C: Ulrich von Veringen erwähnt: 1199–1200 als Abt von St. Gallen vom 4. Februar 1199 bis zu seinem Tode am 15. Januar 1200.
6D: Heinrich II. von Veringen, Heinrich Can. 1181–1201. Bischof von Straßburg 1202–1223; † 1223 Abstammung unbekannt
4C: Manegold erwähnt 1096, 1. Abt Isnys, † 1100, Abstammung unklar. 
3E: N. nach 1052 lebend (Tuticha?)
3F: N. nach 1052 lebend (Mathild?)
3G: Irmgard 1096
3H: Luitpold, Totengedächtnis 1042 in Isny
3I: Irmgard 1096
3J: 7 weitere Kinder vor dem 9. Jan. 1052 verstorben
(Quellen:)

## Weitere Familienmitglieder unklarer Zuordnung
- Mangold von Veringen († 1295), Abt der Reichenau (1294–1295)
- Anna von Veringen, Äbtissin im Kloster Wald, erwähnt 1290

## Siegel-Abbildungen der Grafen von Veringen
Die Siegel der Grafen von Veringen sind auf einer eigenen Seite dargestellt.

## Besitzungen der Grafen von Veringen
Die Liste der Besitzungen der Grafen von Veringen befindet sich ebenfalls auf einer eigenen Seite.